# Coreboot

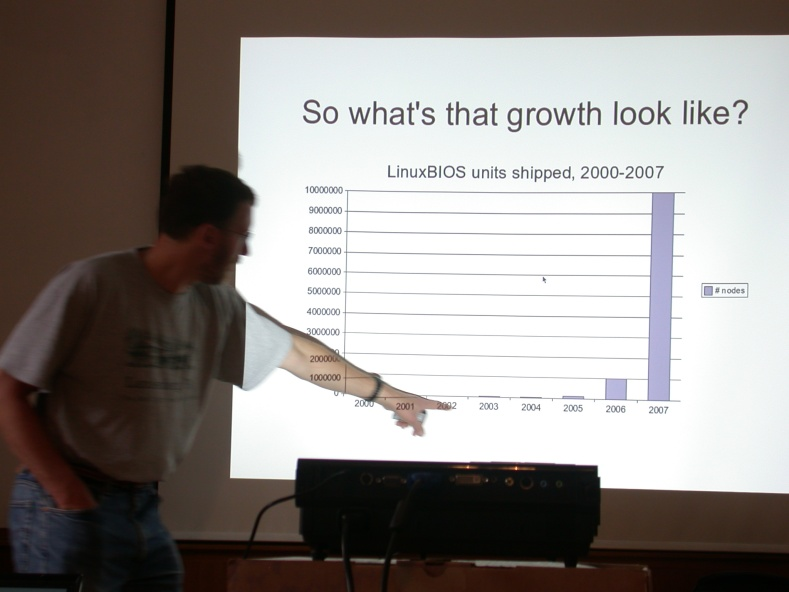
Crecimiento de coreboot desde 2002 a 2007.

coreboot (antes llamado LinuxBIOS) es un proyecto dirigido a reemplazar el firmware no libre de los BIOS propietarios, encontrados en la mayoría de los computadores, por un BIOS libre y ligero diseñado para realizar solamente el mínimo de tareas necesarias para cargar y correr un sistema operativo moderno de 32 bits o de 64 bits. coreboot es respaldado por la Free Software Foundation (FSF).
Su existencia no se basa en una necesidad tecnológica, sino en una ética, ya que para los miembros de la FSF es importante que todo el software del PC sea libre, y el BIOS ha sido el único que ha quedado olvidado. Los autores esperan que en los próximos años algunos fabricantes estén dispuestos a distribuirlo en sus máquinas, debido a su carácter gratuito.
El proyecto coreboot fue iniciado en el invierno de 1999 en el Advanced Computing Laboratory en Los Alamos National Laboratory, y en 2006 se liberó su primera versión estable, lista para producción. Está licenciado bajo la GNU GPL. Los contribuyentes principales han sido LANL, AMD, coresystems gmbH y Linux Networx, Inc, así como los fabricantes de placas base MSI, Gigabyte y Tyan, ofreciendo coreboot junto al BIOS propietario estándar o proporcionando las especificaciones de las interfaces del hardware para algunas de sus placas base recientes. Sin embargo, Tyan parece haber abandonado el soporte para coreboot. Google es patrocinador del proyecto coreboot.

## Información general
coreboot fue creado en un principio para arrancar sistemas operativos con núcleo Linux, pero actualmente puede cargar cualquier otro ejecutable stand-alone (independiente) de ELF, como por ejemplo el Etherboot, que puede cargar Linux desde un servidor de cargador o de un ADLO que puede cargar Microsoft Windows 2000, OpenBSD. coreboot también puede cargar gestores de arranque, como LILO, GNU GRUB u otros firmwares como OpenBIOS, Open Firmware o SmartFirmware, y casi cualquier sistema operativo de cualquier dispositivo soportado, como Myrinet, Quadrics, o interconexiones de cluster SCI. Algunos sistemas operativos requieren funciones heredadas del BIOS (como Windows XP) y no correrán sin una adaptación.
Coreboot hace cualquier inicialización del hardware que Linux no hace y deja a Linux finalizar la inicialización del hardware.
Una notable característica única de coreboot es que la versión x86 corre en modo de 32 bits después de ejecutar solamente dieciséis instrucciones (casi todos los otros BIOS de x86 corren exclusivamente en modo de 16 bits). Se ha creado con la intención de que realice su cometido en el mínimo de instrucciones posible. Al trabajar en modo de 32 bits hace que corra muy rápido[cita requerida], su récord actual de arranque en frío es de 3 segundos hasta la interfaz de comando.
Coreboot puede cargar otros núcleos que no sean Linux, o, en lugar de ello, puede pasar el control a un cargador para arrancar un núcleo o imagen. coreboot también puede cargar directamente el núcleo de Plan 9.

## Desarrollo y depuración de coreboot
Puesto que coreboot debe inicializar desde el hardware, debe ser adaptado a todos los chipset de placas base que soporte. Antes de inicializar la RAM, coreboot inicializa el puerto serie (direccionando solamente el caché y los registros), de tal manera que pueda enviar texto de depuración a un emulador de terminal conectado. Coreboot también puede enviar códigos de bytes al puerto 0x80 que son mostrados en una pantalla de dos dígitos hexadecimales de una tarjeta POST conectada. Otra ayuda es el BIOS Savior, que es una combinación de dos dispositivos de BIOS que se enchufan en el zócalo del BIOS y tienen un interruptor manual para seleccionar entre ellos. Una alternativa más costosa es un programador EPROM/flash. Hay también emuladores de CPU que, o substituyen al CPU, o se conectan mediante un puerto de JTAG. El código se puede construir o descargarlo a los emuladores del BIOS en lugar de flashearlo en el dispositivo BIOS.

## Inicialización de la memoria DRAM
El hardware más difícil que inicializa coreboot es el controlador de DRAM y la memoria DRAM. En algunos casos, la documentación técnica de cómo hacer esto no está disponible o está protegida por un NDA (acuerdo de confidencialidad), por ello, haciendo imposible construir un coreboot. La disposición de la memoria RAM es particularmente difícil porque hasta que la RAM sea inicializada, no hay RAM disponible para ser usada. La forma de inicializar los controladores de la DRAM sin usar la memoria RAM (por el programa) es utilizar los registros de propósito general de la unidad central de procesamiento. Para facilitar esta tarea, se desarrolló un compilador de C, llamado romcc, que usa los registros en vez de la RAM. Usando romcc, es relativamente fácil hacer los accesos de SMBus a las ROM de SPD de los módulos de DRAM, lo que permite que la RAM sea utilizada. Con recientes procesadores x86, el caché del procesador puede ser usado como RAM hasta que es inicializada la DRAM. El caché del procesador también tiene que ser inicializado en el modo Caché-como-RAM, pero esto necesita menos instrucciones que la inicialización de la DRAM.